# Deutsches Anwaltsinstitut
Das Deutsche Anwaltsinstitut e. V. (DAI) ist die Aus- und Fortbildungseinrichtung der Bundesrechtsanwaltskammer (BRAK), der Bundesnotarkammer sowie der regionalen Rechtsanwalts- und Notarkammern. Das DAI ist ein eingetragener gemeinnütziger Verein (e.V.) mit Sitz in Bochum mit dem Ziel der Förderung der Aus- und Fortbildung der Rechtsanwälte und Notare, deren Nachwuchs sowie deren Mitarbeiter in allen Rechtsgebieten.

## Allgemeines
Die Veranstaltungen in den 27 Fachinstituten des DAI behandeln grundlegende und aktuelle Themen. Dazu gehören Jahresarbeitstagungen, Fachanwaltslehrgänge, Seminare, Workshops, Events zu Spezialthemen sowie e-learning-Angebote.
Das DAI unterhält eigene Ausbildungscenter in Bochum, Heusenstamm bei Frankfurt a. M. und Berlin. Zusätzlich werden bundesweit (häufig in Kooperation mit den örtlichen Rechtsanwalts- und Notarkammern) Seminare und Tagungen an unterschiedlichen Veranstaltungsorten ausgerichtet.
Seit 2008 ist das Deutsche Anwaltsinstitut nach DIN EN ISO 9001 zertifiziert. Das Deutsche Anwaltsinstitut ist zugelassener Träger nach AZAV.

## Geschichte
Das Deutsche Anwaltsinstitut e. V. hat seine Wurzeln im 1953 gegründeten Institut für Steuerrecht der Rechtsanwaltschaft e. V., das Lehrgänge und Tagungen rund um das Thema „Steuern und Betrieb“ durchführte. Zu den wichtigsten Veranstaltungen zählte unter anderem die „Steuerrechtliche Jahresarbeitstagung“. 1965 erfolgte der Beitritt der Bundesrechtsanwaltskammer. In der Folge richtete das Institut seine Tätigkeit noch stärker bundesweit aus. 1969 trat auch die Bundesnotarkammer dem Institut als förderndes Mitglied bei.
Ein wichtiger Schritt in der Entwicklung erfolgte 1978 mit der Umbenennung des Instituts für Steuerrecht der Rechtsanwaltschaft e. V. in Deutsches Anwaltsinstitut e. V. Damit verbunden war eine inhaltliche Ausweitung des Veranstaltungsangebots auf neue Fachgebiete, im ersten Schritt Arbeitsrecht, Sozialrecht und Verwaltungsrecht.
Die bundesweite Tätigkeit des DAI auf allen Rechtsgebieten führte ab 1982 sukzessive zum Beitritt weiterer Rechtsanwalts- und Notarkammern.

## Organisation und Struktur
Die Organe des Vereins sind der Vorstand und die Mitgliederversammlung.

### Vorstand und Mitglieder
Die Bundesrechtsanwaltskammer, die Bundesnotarkammer sowie Rechtsanwalts- und Notarkammern sind die Mitglieder des Deutschen Anwaltsinstituts e. V. Mindestens einmal im Jahr wird die Mitgliederversammlung einberufen, auf der die Delegierten der Mitgliedsorganisationen Angelegenheiten des DAI beraten, entsprechende Beschlüsse fassen und den Vereinsvorstand wählen. Seine  Amtszeit beträgt vier Jahre. Das operative Geschäft leitet die hauptamtlich eingesetzte Geschäftsführung.

### Fachinstitute
Die fachliche und inhaltliche Steuerung des Fortbildungsangebotes leisten die 27 Fachinstitute. Dies sind im Einzelnen das Fachinstitut für Notare, dazu 24 Fachinstitute, die in ihrer Ausrichtung fachlich den bestehenden Fachanwaltschaften der Fachanwaltsordnung entsprechen, sowie die fachgebietsübergreifenden Institute für Kanzleimanagement sowie für Mediation und Außergerichtliche Konfliktbeilegung.